# Sinking Spring (Ohio)
Sinking Spring è un villaggio degli Stati Uniti d'America, situato nello stato dell'Ohio, nella contea di Highland.